# Vietnamesischer Fußballpokal 2011
Der Vietnamesische Fußballpokal 2011 war die 21. Saison eines Ko-Fußballwettbewerbs in Vietnam. Der Pokal wurde von der Vietnam Football Federation organisiert. Er begann mit der  ersten Runde am 8. Januar 2011 und endete mit dem Finale am 27. August 2011.
Der Pokalsieger qualifizierte sich für den AFC Cup 2012.

## Termine
| Runde         | Datum               |
| ------------- | ------------------- |
| 1. Runde      | 8./9. Januar 2011   |
| Achtelfinale  | 15./16. Januar 2011 |
| Viertelfinale | 12. Februar 2011    |
| Halbfinale    | 10. August 2011     |
| Finale        | 27. August 2011     |

## Resultate und Begegnungen

### 1. Runde
|                     | Ergebnis        |                       |
| ------------------- | --------------- | --------------------- |
| 8. Januar 2011      |                 |                       |
| Đồng Nai Berjaya    | 0:3             | Hòa Phát Hà Nội FC    |
| 9. Januar 2011      |                 |                       |
| Than Quảng Ninh FC  | 1:1 (3:2 i. E.) | Hà Nội ACB            |
| Hùng Vương An Giang | 0:0             | Vissai Ninh Bình FC   |
| SQC Bình Định       | 1:0             | Vicem Hải Phòng       |
| Huda Huế            | 2:2 (2:3 i. E.) | Navibank Sài Gòn FC   |
| BHTS Quảng Nam      | 3:1             | XSKT Cần Thơ          |
| TĐCS Đồng Tháp      | 1:2             | Xuân Thành Sài Gòn FC |
| Khatoco Khánh Hòa   | 2:0             | XM Fico Tây Ninh FC   |
| Lam Sơn Thanh Hóa   | 2:0             | Thành phố Hồ Chí Minh |

### Achtelfinale
|                         | Ergebnis        |                     |
| ----------------------- | --------------- | ------------------- |
| 15. Januar 2011         |                 |                     |
| Than Quảng Ninh FC      | 1:2             | Khatoco Khánh Hòa   |
| Dược Nam Hà Nam Định FC | 1:3             | Vissai Ninh Bình FC |
| SQC Bình Định           | 1:2             | Becamex Bình Dương  |
| Lam Sơn Thanh Hóa       | 3:3 (4:2 i. E.) | SHB Đà Nẵng         |
| Navibank Sài Gòn FC     | 2:0             | Hà Nội T&T          |
| Sông Lam Nghệ An        | 2:0             | BHTS Quảng Nam      |
| 16. Januar 2011         |                 |                     |
| Hòa Phát Hà Nội         | 0:0 (3:4 i. E.) | Hoàng Anh Gia Lai   |
| Sài Gòn Xuân Thành      | 2:0             | Đồng Tâm Long An    |

### Viertelfinale
|                     | Ergebnis         |                     |
| ------------------- | ---------------- | ------------------- |
| 12. Februar 2011    |                  |                     |
| Vissai Ninh Bình FC | 1:1 (1:3 i. E.)  | Lam Sơn Thanh Hóa   |
| Khatoco Khánh Hòa   | 1:3              | Hoàng Anh Gia Lai   |
| Becamex Bình Dương  | 1:1 (9:10 i. E.) | Navibank Sài Gòn FC |
| Sông Lam Nghệ An    | 4:2              | Sài Gòn Xuân Thành  |

### Halbfinale
|                   | Ergebnis        |                     |
| ----------------- | --------------- | ------------------- |
| 10. August 2011   |                 |                     |
| Lam Sơn Thanh Hóa | 2:2 (3:5 i. E.) | Navibank Sài Gòn FC |
| Sông Lam Nghệ An  | 2:1             | Hoàng Anh Gia Lai   |

### Finale
|                     | Ergebnis |                  |
| ------------------- | -------- | ---------------- |
| 27. August 2011     |          |                  |
| Navibank Sài Gòn FC | 3:0      | Sông Lam Nghệ An |

| Vietnamesischer Pokalsieger 211 |
| Navibank Sài Gòn FC             |